# Julien Liradelfo
Julien Liradelfo (Luik, 6 augustus 1985) is een Belgisch marxistisch politicus voor de PTB.

## Levensloop
Liradelfo, zoon van een Italiaanse vader en een Belgische moeder, studeerde aan de technische school in Herstal. Op zijn negentiende werd hij actief op de arbeidsmarkt. Hij oefende negen verschillende beroepen uit en was onder meer chauffagist, grondwerker, logistieke bediende en bandwerker alvorens een opleiding te volgen als technicus in numerieke besturing.
In 2011 ging hij aan de slag als mecanicien bij staalfabriek ArcelorMittal, bij de hoogovens van Chertal. Kort daarna werd bekend dat de fabriek geleidelijk haar activiteiten zou stilleggen, waartegen hij mee actie voerde. In 2013 werd Liradelfo ontslagen bij ArcelorMittal, waarna hij opnieuw verschillende banen ging uitoefenen, waaronder bij IKEA. Na daarvoor een opleiding te hebben gevolgd, werkte hij van 2016 tot 2019 als luchtvaarttechnicus voor Defensie.
Liradelfo werd politiek actief voor de PTB en stelde zich in oktober 2012 voor het eerst kandidaat bij de gemeenteraadsverkiezingen in Herstal. Sinds februari 2018 is hij effectief gemeenteraadslid van de stad, waarbij hij zijn tweelingbroer Maxime Liradelfo opvolgde.
In mei 2019 werd hij voor het arrondissement Luik tevens verkozen tot lid van het Waals Parlement en het Parlement van de Franse Gemeenschap. Als parlementslid ging hij beleid rond werkgelegenheid opvolgen en van 2021 tot 2022 was hij ondervoorzitter van de onderzoekscommissie in het Waals Parlement naar de oorzaken en het crisisbeheer van de overstromingen in juli 2021. Bij de Waalse verkiezingen van juni 2024 werd Liradelfo herkozen.